# جويل أريماني
جويل أريماني (بالإسبانية: Joel Arimany) (28 مايو 1998 بكوارت في إسبانيا - ) هو لاعب كرة قدم إسباني في مركز الهجوم. لعب مع نادي جيرونا.

## وصلات خارجية
- جويل أريماني على موقع قاعدة بيانات كرة القدم.إي يو (الإنجليزية)
- جويل أريماني على موقع Soccerway.com (الإنجليزية)
- جويل أريماني على موقع AS.com (الإسبانية)